# 赤い八月

1966年8月18日、天安門広場で紅衛兵に接見する毛沢東。左腕の腕章は宋彬彬が巻いたもの。

赤い八月（あかいはちがつ、中国語： 紅八月）は、もともと文化大革命の1966年8月を意味し、主に期間中に起こった北京での一連の虐殺を示すためにも使用される。1980年の公式統計によると、1966年の8月から9月までに多くの学校の教師と校長を含む合計1,772人が紅衛兵によって北京で殺害された。さらに、33,695戸の家屋が略奪され、85,196世帯が北京を離れることを余儀なくされた。学者たちはまた、1985年の公式統計によれば「赤い8月」の間の実際の死者数は10,000人を超えていたと指摘している。

## 経緯

毛沢東と紅衛兵（北京、1966年10月）。

1966年5月16日、毛沢東は中国で文化大革命を開始した。同年8月5日、北京師範大学付属女子中学校・高等学校の副校長卞仲耘が紅衛兵に殴打されて死亡した。彼女は北京で紅衛兵に殺された最初の教育労働者であった。
1966年8月18日、毛沢東は北京の天安門で紅衛兵の指導者である宋彬彬と会談した。会合は紅衛兵を大いに大胆にし、紅衛兵はその後市内で大規模な殺害を開始した。紅衛兵による殺害は北京のいくつかの農村地域にも影響を及ぼし、たとえば「大興大虐殺」を引き起こし、その間に北京の大興区で8月27日から9月1日まで325人が殺害された。「大興大虐殺」で殺された最年長の者は80歳であったが、最年少はわずか生後38日で、22家族が全滅した。
「赤い8月」期間中に用いられた殺害方法には、殴打、鞭打ち、絞殺、踏みつけ、釜茹で、斬首などがあった。特に、乳児や子供を殺す場合はたいてい地面に叩きつけたり、真っ二つに切ったりしていた。著名な作家である老舎をはじめ多くの人々が迫害された後、自殺した。
この虐殺の間、毛沢東は学生運動への政府の介入に公然と反対し、公安部の謝富治も紅衛兵を保護し、逮捕しないように命じた。しかし、状況は1966年8月末までに制御不能になり、中国共産党中央委員会と中国政府は複数の介入を余儀なくされ、虐殺は徐々に終結した。

## 余波と影響

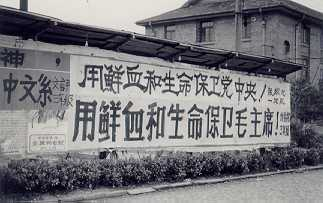
上海復旦大学のキャンパスでの紅衛兵の政治宣伝：「党中央を血と生命で守れ！毛主席を血と生命で守れ！」。

北京の紅衛兵は、中国文化大革命における「赤色テロ」の起源と見なされており、上海、広州、南京、厦門などの複数の都市で紅衛兵の運動を扇動していた。これらの場所では、地元の政治指導者、知識人、教師、そして「黒五類」のメンバーが紅衛兵によって迫害され、さらには殺害された。
「赤い八月」の決定的な瞬間であった「1966年8月18日」と、ナチス・ドイツの「ホロコースト」の前奏曲であった「水晶の夜」との比較がある。さらに、文化大革命中の中国全土でのその後の虐殺とともに「赤い8月」は、「日中戦争」中に日本軍によって行われたとされる「南京大虐殺」と比較された。